# Yeni Cami (Thessaloniki)

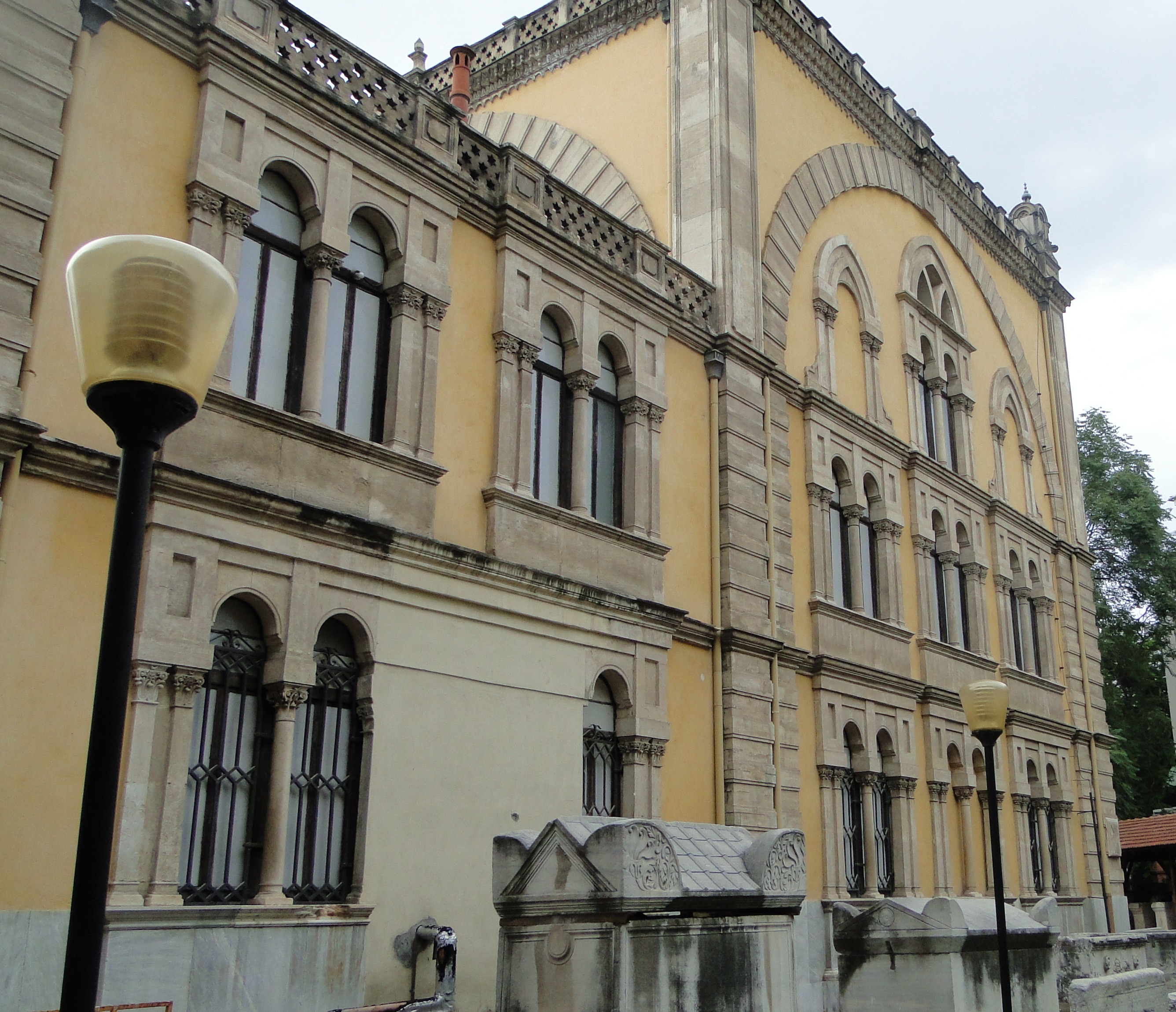
Außenansicht

Die Geni Tzami (griechisch Γενί Τζαμί) oder Yeni Cami (türkisch ‚neue Moschee‘) ist eine ehemalige Moschee in Thessaloniki, Griechenland. 
Der italienische Architekt Vitaliano Poselli errichtete das Gebäude 1902 im Auftrag der Dönme (kryptojüdische kabbalistische Religionsgemeinschaft) Thessalonikis im Stil des Eklektizismus. Bis zum Frieden von Bukarest von 1913 war die Stadt hauptsächlich osmanisch und jüdisch geprägt. Da die letzten Dönme wegen des Bevölkerungsaustausches zwischen Griechenland und der Türkei in die Türkei emigrierten, wurde das Gebäude ab 1925 als Archäologisches Museum genutzt. 1962 zog das Archäologische Museum in einen Neubau um, das Gebäude dient heute als Ausstellungsort, beispielsweise für die Städtische Kunstgalerie.